# Bambú columna
Els bambús columna (Semiarundinaria fastuosa, Arundinaria fastuosa o Narihira-dake) són bambús de la família de les poàcies, ordre poals, subclasse Liliidae, classe liliòpsid, divisió magnoliofití. Originaris del sud del Japó
Les seves principals característiques són la seva verticalitat i que ramifica des de la base de les canyes.